# Japan op het wereldkampioenschap voetbal
Japan heeft zes keer gespeeld op de eindronde van het wereldkampioenschap voetbal. Hieronder volgt een overzicht van de toernooien die het Japans voetbalelftal speelde.

## WK 1998- Frankrijk
- Argentinië - Japan 1-0
- Kroatië - Japan 1-0
- Jamaica - Japan 2-1

Japan kon zich in 1998 voor het eerst plaatsen voor de wereldbeker. In haar eerste wedstrijd ooit op het WK verloor het met 1-0 van Argentinië. Ook tegen Kroatië en Jamaica werd er verloren, waardoor Japan met nul punten laatste werd in haar groep.

## WK 2002- Japan en Zuid-Korea
- Japan - België 2-2
- Japan - Rusland 1-0
- Japan - Tunesië 2-0
- 8ste finale: Japan - Turkije 0-1

Japan was automatisch geplaatst voor het WK van 2002 dat samen met Zuid-Korea werd georganiseerd. Japan pakte z'n eerste punt ooit tegen België na een 2-2-gelijkspel. De eerste WK-overwinning ooit was tegen Rusland: 1-0. Na een 2-0-overwinning tegen Tunesië werd Japan zowaar groepswinnaar met 7 punten.
In de achtste finales werd Japan echter uitgeschakeld door Turkije.

## WK 2006- Duitsland
- Australië - Japan 3-1
- Kroatië - Japan 0-0
- Japan - Brazilië 1-4

Japan startte het WK met een nederlaag tegen Australië. Het speelde 0-0 gelijk in haar tweede wedstrijd tegen Kroatië. Met 1 op 6 en nog een wedstrijd tegen Brazilië te spelen leek de kwalificatie voor de achtste finales ver weg. En inderdaad: na een 1-4-nederlaag tegen Brazilië eindigde het laatste in haar groep met slechts 1 punt.

## WK 2010- Zuid-Afrika
- Japan - Kameroen 1-0
- Nederland - Japan 1-0
- Denemarken - Japan 1-3
- 8ste finale: Paraguay - Japan 0-0 pen.5-4

Japan startte in Zuid-Afrika met een overwinning tegen Kameroen, maar verloor haar tweede groepswedstrijd tegen Nederland met 1-0. Het won echter z'n derde groepswedstrijd tegen Denemarken met 1-3, waardoor het als tweede eindigde in haar groep en zo doormocht naar de achtste finales.
In de achtste finales moest Japan tegen Paraguay. Na 120 minuten stond het nog steeds 0-0. Japan verloor de strafschoppenreeks met 4-5 en was zo uitgeschakeld.

## WK 2014- Brazilië
- Ivoorkust-Japan 2-1
- Japan-Griekenland 0-0
- Japan-Colombia 1-4

Japan liep in de eerste groepswedstrijd tegen een nederlaag aan: het ging met 2-1 de boot in tegen Ivoorkust. Tegen Griekenland kwam het niet verder dan een 0-0-gelijkspel, tegen Colombia werd er zelfs zwaar verloren (1-4). Japan eindigde zo laatste in haar groep met slechts één punt.

## WK 2018- Rusland
- Colombia-Japan 1-2
- Japan-Senegal 2-2
- Japan-Polen 0-1
- 8ste finale: België-Japan 3-2

In haar zesde WK-deelname op rij kon Japan meteen wraak nemen voor de zware 1-4-nederlaag van vier jaar geleden tegen Colombia: op de eerste speeldag won de ploeg van bondscoach Akira Nishino met 1-2 van het Zuid-Amerikaanse land. Op de tweede speeldag bleef Japan steken op een 2-2-gelijkspel tegen Senegal, en op de slotspeeldag verloor Japan met 0-1 van Polen. Japan behaalde zo net als Senegal vier punten, maar doordat het hoger scoorde dan Senegal in het Fair Play-klassement stootte Japan als tweede door en niet Senegal.
In de achtste finales moest Japan aan de bak tegen België. Japan kwam na de rust met 0-2 voor, maar na een knappe remonte haalde België het uiteindelijk met 3-2.